# Partido Democrático de Albania
El Partido Democrático de Albania (en albanés: Partia Demokratike e Shqipërisë) es un partido político albanés conservador, orientado en la centroderecha, Ha sido el mayor partido de oposición en el país desde 2013 y ha dominado la política albanesa junto con el Partido Socialista.
El Partido Democrático de Albania fue fundado en 1990 como un partido fuertemente anticomunista, y la mayoría de sus seguidores pertenecían a disidentes perseguidos políticamente del régimen dictatorial comunista de Enver Hoxha. En el ámbito de las relaciones internacionales, es miembro asociado del Partido Popular Europeo y miembro de pleno derecho de la Unión Internacional Demócrata.

## Historia
El partido fue fundado en 1990 por Gramoz Pashko, Azem Hajdari y Sali Berisha, convirtiéndose en el primer partido de la oposición después de haber sido legalizado.
El partido llegó al poder en 1992 después de ganar las elecciones parlamentarias de 1992 bajo el liderazgo de Sali Berisha y Aleksandër Meksi, gobernando hasta 1997. El Gobierno renunció en 1997 después de que casi estallara una guerra civil, provocada por el colapso de la economía. Los enfrentamientos enfrentaron a los activistas del Partido Socialista y del Partido Democrático de Albania (PDS) y causaron la muerte de al menos 2.000 personas.
Fue parte de la Unión para la Victoria (Bashkimi Për Fitoren), coalición que recibió el 37,1% de los votos en las elecciones de 2001, con 46 miembros del parlamento. En las elecciones parlamentarias de 2005, el Partido Democrático ganó 56 de los 140 escaños y sus aliados ganaron 18. Además, otras dos partes se adhirieron a la nueva coalición (PAA y PBDNJ; 4 y 2 plazas). Esto significa que, con un total de 79 escaños, el Partido Democrático y sus aliados fueron capaces de formar el gobierno con Sali Berisha convertirse en primer ministro. Una de sus prioridades era la integración de Albania a la OTAN, un objetivo que logró en 2009 cuando Albania y Croacia fueron aceptadas como miembros.
Después de la derrota en las elecciones parlamentarias de 2013, Berisha anunció su dimisión como líder del partido. El 23 de julio de 2013 se celebró por primera vez una elección de «un miembro, un voto» en el partido en la que Lulzim Basha derrotó a su oponente Sokol Olldashi y fue elegido presidente del Partido Democrático.

## Resultados electorales

### Parlamento de Albania
| Año     | Votos          | %     | Escaños | +/- | Gobierno  |
| ------- | -------------- | ----- | ------- | --- | --------- |
| 1991    | 720.948 (#2)   | 38,74 | 75/250  |     | Oposición |
| 1992    | 1.046.193 (#1) | 57,29 | 92/140  | 17  | Gobierno  |
| 1996    | 914.218 (#1)   | 55,5  | 122/140 | 30  | Gobierno  |
| 1997    | 315.677 (#2)   | 24,1  | 24/155  | 98  | Oposición |
| 2001*   | 494.272 (#2)   | 38,29 | 46/140  | 22  | Oposición |
| 2005    | 602.066 (#1)   | 44,10 | 56/140  | 10  | Gobierno  |
| 2009**  | 610.463 (#2)   | 40,18 | 68/140  | 12  | Gobierno  |
| 2013*** | 528.373 (#2)   | 30,63 | 50/140  | 18  | Oposición |
| 2017    | 456.481 (#2)   | 28,82 | 43/140  | 7   | Oposición |
| 2021    | 622.234 (#2)   | 39,43 | 50/140  | 7   | Oposición |
| 2025    | 539.324 (#2)   | 33,8  | 41/140  | 9   | Oposición |

*En estas elecciones, lideró una coalición llamada Unión por la Victoria, conformada por un total de 5 partidos políticos, de tendencia conservadora y nacionalista.
**En estas elecciones, lideró una coalición llamada Alianza por el Cambio, conformada por un total de 16 partidos políticos, de tendencia conservadora y nacionalista.
***En estas elecciones, lideró una coalición llamada Alianza para el Empleo, la Prosperidad y la Integración, conformado por 25 partidos políticos.